# Давыдовка (Новосанжарский район)
Давыдовка (укр. Давидівка) — село,
Столбино-Долинский сельский совет,
Новосанжарский район,
Полтавская область,
Украина.
Код КОАТУУ — 5323486403. Население по переписи 2001 года составляло 137 человек.

## Географическое положение
Село Давыдовка примыкает к селу Лиман Первый (Решетиловский район), в 1-м км от села Пасечное.
По селу протекает пересыхающий ручей с запрудами, вдоль которого село вытянуто на 5 км.